# Регионален исторически музей в Одеса
Регионалният исторически музей в Одеса (на украински: Одеський історико-краєзнавчий музей) е исторически музей в Одеса, Украйна, посветен на регионалната история на Одеса.

## Сграда на музея
Музеят се намира в центъра на град Одеса, в имението на ул. „Гаванна“ 4. Имението е построено през 1876 г. от одеския архитект Феликс Гонсиоровски за един от видните представители на индустриалния и търговски елит на града – Александър Яковлевич Новиков. Александър Новиков е внук на одеския търговец Иля Новиков, собственик на фабрика за кабели, основана през 1806 година. Архитектурата на двуетажното имение, както и в предишните творби на Феликс Гонсиоровски, е базирана на стилове от късния Ренесанс, с вариация на модели и мотиви, извлечени от архитектурното наследство на Италия.
До 1899 г. имението е известно в Одеса като „Къщата Новиков“. В началото на XX век сградата е придобита от градската администрация. През 1907 г. къщата е отдадена под наем на Одеското търговско събрание. След октомври 1917 г. къщата често сменя собствениците си. В церемониалните зали се помещават различни клубни институции, ведомствени библиотеки, регионални партийни курсове. Сутеренът и част от приземните помещения са използвани като жилищна собственост.

## История
За първи път музейната експозиция е изложена в настоящата сграда през 1948 година. Началото е поставено с изложбата „Героичната отбрана на Одеса“, която впоследстие се превръща в Републикански музей на отбраната на Одеса.
На 6 май 1956 г. официално отваря врати Регионалният исторически музей в Одеса, създаден на базата на Републиканския музей на отбраната на Одеса и Одеския регионален краеведски музей. Музеят помещава документи, печатни издания, предмети на приложното и изящното изкуство, нумизматични колекции от XVII – XIX век, свързани с историята на града и региона, които преди това са част от колекциите на Музея на Одеското дружество за история и античност, местния Музей на книгата, Музея на Стара Одеса и други колекции.
През 1983 г. музеят е затворен за основен ремонт, продължил 11 години. Интериорът на двореца претърпява цялостна реставрация и бива възстановен в оригиналния си вид.

## Колекция
Колекцията на музея включва около 120 000 експоната, като е смятана за една от най-добрите в Украйна. Колекцията включва: документи, подписани от Екатерина II, Григорий Потьомкин, Александър Суворов, Платон Зубов, Михаил Кутузов, Хосе дьо Рибас, Луи Александър Андро дьо Ланжерон; архитектурни и инженерни проекти на сгради, представителни за Одеса; графични и живописни творби на художници от Одеса; портрети от периода XVIII – началото на XX век, рисувани от А. Моклаковски, Е. Буковецки, Х. Кузнецов, Г. Честаховски, Д. Крайнев; колекция от икони, оръжие и предмети от бита, нумизматични и картографски експонати.

## Експозиции
Понастоящем в музея се помещават следните постоянни експозиции: „Старата Одеса“, „Одеса и краят на Втората световна война, 1941–1945 г.“, „Оръжия от колекцията на музея“, „Украинската степ“ (намира се на ул. „Ланжероновская“ 24а).

## Галерия
- Плоча с имената на кметовете на Одеса
- Частично разрушен паметник на Екатерина Велика, част от колекцията, посветена на основателите на града
- Паметник на Хосе де Рибас, част от колекцията, посветена на основателите на града
- Паметник на Франсоа дьо Волан, част от колекцията, посветена на основателите на града
- Паметник на Григорий Потьомкин, част от колекцията, посветена на основателите на града
- Паметник на Платон Зубов, част от колекцията, посветена на основателите на града